# استون روون
استون روون (به انگلیسی: Aston Rowant) یک روستا و محله مدنی در بریتانیا است که در آکسفوردشر جنوبی واقع شده‌است. استون روون ۱۱٫۸۲ کیلومتر مربع مساحت و ۷۹۳ نفر جمعیت دارد.